# Elena Guido
Elena Guido (12 de enero de 1893-4 de agosto de 1984), fue una actriz del cine mudo argentino.

## Carrera
La actriz Elena Guido brilló notoriamente durante los primeros años del siglo XX, durante la era del cine mudo argentino. De profesión obstetra, nunca abandonó su profesión al comenzar a actuar como actriz.
En la pantalla grande compartió escenas con colosas estrellas del momento como Lidia Liss, María Turgenova, Jorge Lafuente, Yolanda Labardén, Amelia Mirel, Felipe Farah, Carlos Dux, entre muchos otros. Y fue una actriz exclusiva de películas dirigidas por José Agustín Ferreyra y Edmo Cominetti. No solo fue una actriz de reparto sino que alcanzó algunos protagónicos como en el film Mientras Buenos Aires duerme en 1924.
En teatro participó junto con Gloria Prat, Jorge Lafuente y Yolanda Labardén en el sainete de Manuel Romero titulado ¡Patotero, rey del bailongo!, de 1923.
Con el advenimiento de la era sonora del cine argentino su imagen se fue diluyendo por completo del medio artístico.

## Filmografía
- 1928: La borrachera del tango.
- 1925: Mi último tango.
- 1924: Mientras Buenos Aires duerme.
- 1924: Buenos Aires bohemio.
- 1923: Corazón de criolla.
- 1923: La maleva.
- 1922: Buenos Aires, ciudad de ensueño.
- 1922: La muchacha del arrabal.
- 1922: La chica de la calle Florida.
- 1921: La gaucha.[2]